# Подтурн (Мокроног–Требелно)
Подтурн (словен. Podturn) — поселення в общині Мокроног-Требелно, регіон Південно-Східна Словенія, Словенія.